# Fondaparynuks
Fondaparynuks – organiczny związek chemiczny z grupy oligosacharydów. Jest syntetycznym pentasacharydem o sekwencji identycznej z pantasacharydowymi produktami hydrolizy heparyny, zawiera jednak dodatkową grupę metylową na końcu redukującym. Wybiórczo hamuje aktywny czynnik X (jest inhibitorem czynnika Xa). Jego mechanizm działania polega na odwracalnym połączeniu z cząsteczką antytrombiny, co powoduje zmiany jej konformacji, co zwiększa zdolność unieczynniania czynnika X.
Biologiczny okres półtrwania leku wynosi około 15 godzin, może więc być stosowany 1 raz dziennie. Nie podlega metabolizmowi w organizmie i w postaci niezmienionej zostaje wydalony przez nerki.
Większość badań klinicznych wskazuje, że jest skuteczniejszy od enoksaparyny (jednej z heparyn drobnocząsteczkowych) w zmniejszaniu ryzyka wystąpienia żylnej choroby zakrzepowo-zatorowej (VTE) u osób poddawanych dużym zabiegom ortopedycznym.
Fondaparynuks jest zarejestrowany jako lek pod nazwą Arixtra w profilaktyce przeciwzakrzepowej po dużych operacjach kończyn dolnych i okolic jamy brzusznej, a także osobom o dużym ryzyku VTE. Ponadto stosuje się go po zawale mięśnia sercowego, w chorobie wieńcowej i po zabiegu pomostowania aortalno-wieńcowego (tzw. by-pass). Stosuje się go w dawce 2,5 mg raz dziennie, zazwyczaj podskórnie (w niektórych przypadkach pierwsza dawka dożylnie). Z powodu braku badań nie zaleca się stosowania go u osób poniżej 17 roku życia.